# Theil-Rabier
Theil-Rabier est une commune du Sud-Ouest de la France située dans le département de la Charente, en région Nouvelle-Aquitaine.
Ses habitants sont les Rabitheillois et Rabitheilloises.

## Géographie

### Localisation et accès
Theil-Rabier est une commune du Nord Charente limitrophe du département des Deux-Sèvres située à 6 km au nord-ouest de Villefagnan et 46 km au nord d'Angoulême.
Le bourg de Theil-Rabier est aussi à 10 km au sud-est de Chef-Boutonne, 11 km au sud-ouest de Sauzé-Vaussais, 13 km à l'ouest de Ruffec, 18 km au nord d'Aigre, 49 km au sud-est de Niort et 64 km au sud de Poitiers.
La commune est à l'écart des grands axes routiers. Le bourg est traversé par la D 181. Il est à 0,9 km à l'est de la D 740 qui relie Chef-Boutonne à Villefagnan.
La gare la plus proche est celle de Ruffec, desservie par des TER et TGV à destination d'Angoulême, Poitiers, Paris et Bordeaux.

### Hameaux et lieux-dits
Hormis trois écarts, la commune ne possède pas de hameau et tout l'habitat est groupé au bourg.

### Communes limitrophes
| Pioussay (Deux-Sèvres) |                          | La Forêt-de-Tessé |
|                        | Theil-Rabier             | La Magdeleine     |
|                        | Paizay-Naudouin-Embourie |                   |

### Géologie et relief
Géologiquement, la commune est dans le calcaire du Jurassique du Bassin aquitain, comme tout le Nord-Charente. Plus particulièrement, l'Oxfordien occupe toute la surface communale,,.
La commune présente l'aspect d'un plateau assez uniforme et plus vallonné au sud, d'une altitude moyenne de 140 m. Autrefois de nombreux moulins à vent parsemaient le paysage.
Le point culminant est à une altitude de 161 m, situé dans le bois de Bourlacée au nord près de la limite départementale. Le point le plus bas est à 107 m, situé dans une doline près de la limite sud et d'Embourie. Le bourg s'étage entre 120 et 140 m d'altitude.

### Hydrographie

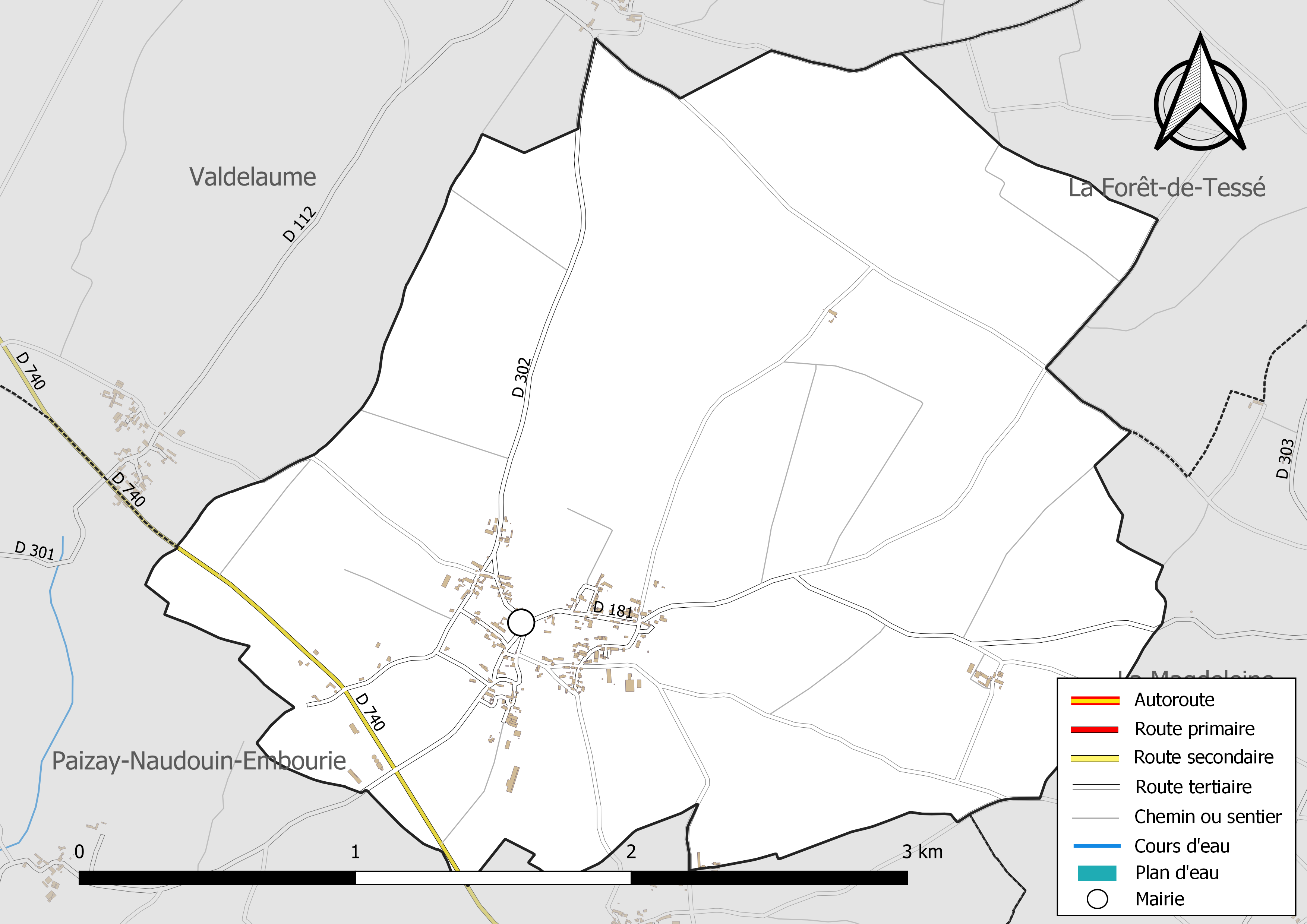
Réseaux hydrographique et routier de Theil-Rabier.

La commune est située dans le bassin versant de la Charente au sein du Bassin Adour-Garonne. Aucun cours d'eau permanent n'est répertorié sur la commune,.
La commune est entièrement dans le bassin de la Charente, plus précisément celui de l'Aume. Cependant, de par la nature karstique du sol, aucun cours d'eau ne traverse la commune.

### Climat
Comme dans une grande partie du département, le climat est océanique aquitain, légèrement dégradé au nord du département.

### Végétation
La principale culture est celle des céréales, qui occupe plus de la moitié des terres de la commune.

## Urbanisme

### Typologie
Au 1er janvier 2024, Theil-Rabier est catégorisée commune rurale à habitat dispersé, selon la nouvelle grille communale de densité à 7 niveaux définie par l'Insee en 2022.
Elle est située hors unité urbaine et hors attraction des villes,.

### Occupation des sols
L'occupation des sols de la commune, telle qu'elle ressort de la base de données européenne d’occupation biophysique des sols Corine Land Cover (CLC), est marquée par l'importance des territoires agricoles (94,3 % en 2018), en diminution par rapport à 1990 (95,9 %). La répartition détaillée en 2018 est la suivante : 
terres arables (92 %), zones urbanisées (5,7 %), zones agricoles hétérogènes (2,3 %). L'évolution de l’occupation des sols de la commune et de ses infrastructures peut être observée sur les différentes représentations cartographiques du territoire : la carte de Cassini (XVIIIe siècle), la carte d'état-major (1820-1866) et les cartes ou photos aériennes de l'IGN pour la période actuelle (1950 à aujourd'hui).

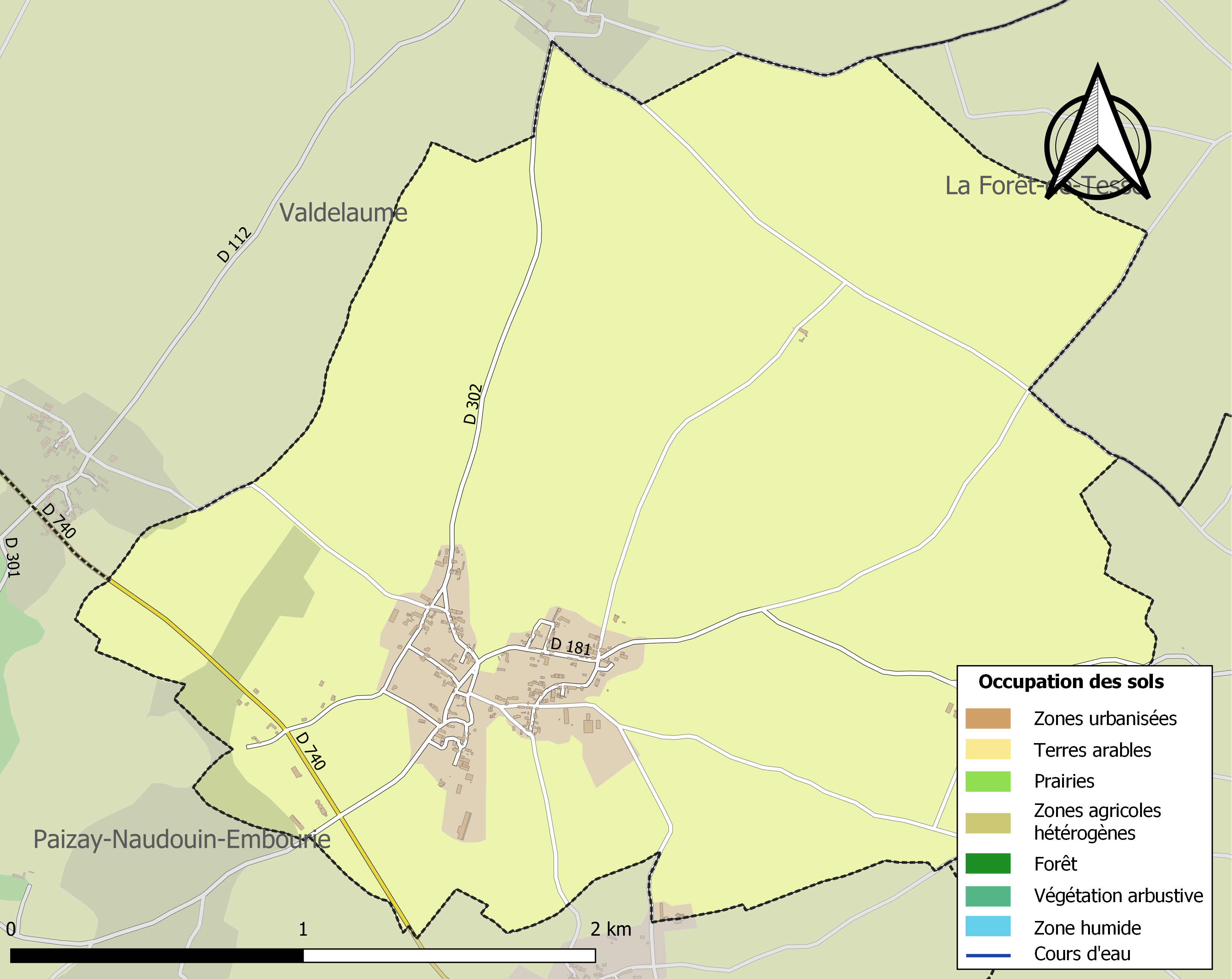
Carte des infrastructures et de l'occupation des sols de la commune en 2018 (CLC).

### Risques majeurs
Le territoire de la commune de Theil-Rabier est vulnérable à différents aléas naturels : météorologiques (tempête, orage, neige, grand froid, canicule ou sécheresse) et séisme (sismicité modérée). Un site publié par le BRGM permet d'évaluer simplement et rapidement les risques d'un bien localisé soit par son adresse soit par le numéro de sa parcelle.

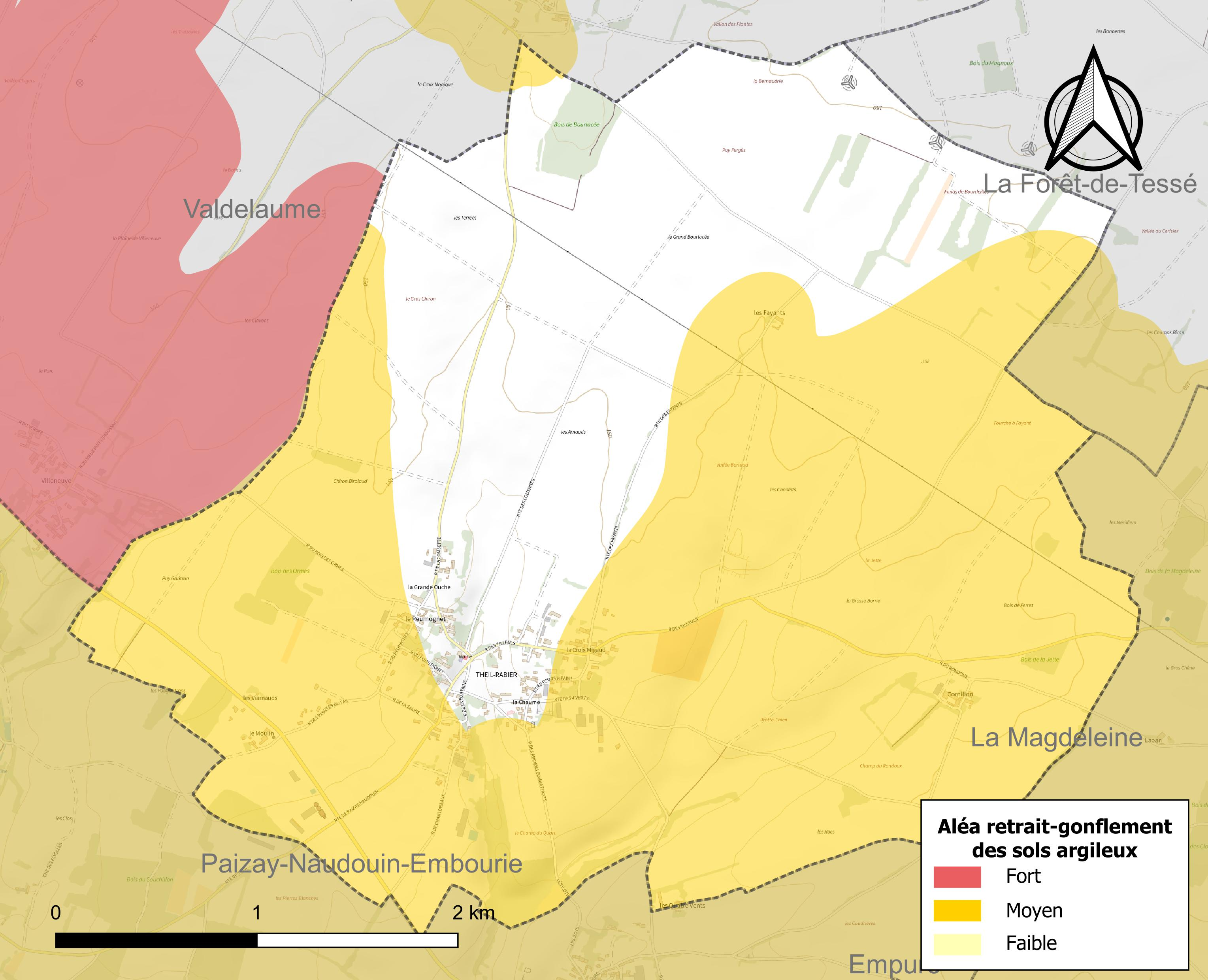
Carte des zones d'aléa retrait-gonflement des sols argileux de Theil-Rabier.

Le retrait-gonflement des sols argileux est susceptible d'engendrer des dommages importants aux bâtiments en cas d’alternance de périodes de sécheresse et de pluie. 64,9 % de la superficie communale est en aléa moyen ou fort (67,4 % au niveau départemental et 48,5 % au niveau national). Sur les 110 bâtiments dénombrés sur la commune en 2019, 62 sont en aléa moyen ou fort, soit 56 %, à comparer aux 81 % au niveau départemental et 54 % au niveau national. Une cartographie de l'exposition du territoire national au retrait gonflement des sols argileux est disponible sur le site du BRGM,.
Par ailleurs, afin de mieux appréhender le risque d’affaissement de terrain, l'inventaire national des cavités souterraines permet de localiser celles situées sur la commune.
La commune a été reconnue en état de catastrophe naturelle au titre des dommages causés par les inondations et coulées de boue survenues en 1982 et 1999. Concernant les mouvements de terrains, la commune a été reconnue en état de catastrophe naturelle au titre des dommages causés par des mouvements de terrain en 1999.

## Toponymie
Une forme ancienne est Tilia-Rabirii (non datée, Moyen Âge).
L'origine du nom de Theil-Rabier remonte au latin tilium pour tilia, qui a donné til et teil en ancien français, et qui signifie « tilleul ». Rabier serait le nom d'un propriétaire.
La commune de Theil-Rabier a été créée sous le nom de la paroisse en 1793.

## Histoire
L'époque romaine a laissé quelques traces. Au Champ du quart, un site à tegulae semble être le prolongement de la villa gallo-romaine des Châteliers, à Embourie.
Au XVIIe siècle, Theil-Rabier était un fief qui faisait partie des biens de la famille Le Coq de Boisbaudran. Pierre Le Coq, écuyer, seigneur de Boisbaudran, est seigneur de Theil-Rabier en 1666. Il a épousé en 1647, Jeanne de Solières. Son petit-fils, Charles Le Coq de Boisbaudran, s'intitule encore seigneur de Theil-Rabier. Mais à la génération suivante, la terre paraît être sortie de la famille.
Avant le XXe siècle, la commune comportait, de nombreux moulins à vent sur les collines.
Pendant la première moitié du XXe siècle, les gares les plus proches étaient celles de Paizay-Naudouin et de Villefagnan, situées sur l'ancienne ligne de Ruffec à Niort. Elles étaient à une distance de cinq et six kilomètres.

## Administration
| Période                                  | Période  | Identité       | Étiquette | Qualité              |
| ---------------------------------------- | -------- | -------------- | --------- | -------------------- |
| Les données manquantes sont à compléter. |          |                |           |                      |
| 1995                                     | 2008     | Guy Broussard  |           | Agriculteur          |
| 2008                                     | En cours | Philippe Merle | SE        | Directeur commercial |

## Démographie

### Évolution démographique
L'évolution du nombre d'habitants est connue à travers les recensements de la population effectués dans la commune depuis 1793. Pour les communes de moins de 10 000 habitants, une enquête de recensement portant sur toute la population est réalisée tous les cinq ans, les populations de référence des années intermédiaires étant quant à elles estimées par interpolation ou extrapolation. Pour la commune, le premier recensement exhaustif entrant dans le cadre du nouveau dispositif a été réalisé en 2004.

En 2022, la commune comptait 163 habitants, en évolution de −6,32 % par rapport à 2016 (Charente : −0,48 %, France hors Mayotte : +2,11 %).
| 1793 | 1800 | 1806 | 1821 | 1831 | 1841 | 1846 | 1851 | 1856 |
| ---- | ---- | ---- | ---- | ---- | ---- | ---- | ---- | ---- |
| 436  | 502  | 489  | 495  | 518  | 527  | 493  | 497  | 509  |

| 1861 | 1866 | 1872 | 1876 | 1881 | 1886 | 1891 | 1896 | 1901 |
| ---- | ---- | ---- | ---- | ---- | ---- | ---- | ---- | ---- |
| 481  | 476  | 413  | 399  | 383  | 402  | 380  | 363  | 335  |

| 1906 | 1911 | 1921 | 1926 | 1931 | 1936 | 1946 | 1954 | 1962 |
| ---- | ---- | ---- | ---- | ---- | ---- | ---- | ---- | ---- |
| 323  | 300  | 319  | 282  | 288  | 262  | 252  | 199  | 210  |

| 1968 | 1975 | 1982 | 1990 | 1999 | 2004 | 2006 | 2009 | 2014 |
| ---- | ---- | ---- | ---- | ---- | ---- | ---- | ---- | ---- |
| 189  | 177  | 176  | 170  | 166  | 151  | 147  | 160  | 175  |

| 2019 | 2022 | - | - | - | - | - | - | - |
| ---- | ---- | - | - | - | - | - | - | - |
| 164  | 163  | - | - | - | - | - | - | - |

### Pyramide des âges
La population de la commune est relativement âgée.
En 2018, le taux de personnes d'un âge inférieur à 30 ans s'élève à 28,6 %, soit en dessous de la moyenne départementale (30,2 %). À l'inverse, le taux de personnes d'âge supérieur à 60 ans est de 35,9 % la même année, alors qu'il est de 32,3 % au niveau départemental.
En 2018, la commune comptait 80 hommes pour 87 femmes, soit un taux de 52,1 % de femmes, légèrement supérieur au taux départemental (51,59 %).
Les pyramides des âges de la commune et du département s'établissent comme suit.
| Hommes | Classe d’âge | Femmes |
| ------ | ------------ | ------ |
| 1,3    | 90 ou +      | 0,0    |
| 5,1    | 75-89 ans    | 9,4    |
| 29,1   | 60-74 ans    | 27,1   |
| 22,8   | 45-59 ans    | 12,9   |
| 15,2   | 30-44 ans    | 20,0   |
| 7,6    | 15-29 ans    | 7,1    |
| 19,0   | 0-14 ans     | 23,5   |

| Hommes | Classe d’âge | Femmes |
| ------ | ------------ | ------ |
| 1      | 90 ou +      | 2,7    |
| 9,2    | 75-89 ans    | 12     |
| 20,6   | 60-74 ans    | 21,3   |
| 20,7   | 45-59 ans    | 20,3   |
| 16,8   | 30-44 ans    | 16     |
| 15,6   | 15-29 ans    | 13,4   |
| 16,1   | 0-14 ans     | 14,3   |

### Remarques
Theil-Rabier a vu sa population baisser de 65 % en un siècle, de 1850 à 1950, et depuis elle reste stable.

## Économie
Theil-Rabier est une commune agricole où est présente la coopérative agricole de Civray CapSud.
Un paysagiste, un artiste peintre, et un atelier d'infographie création publicitaire sont installés sur la commune.

## Équipements, services et vie locale

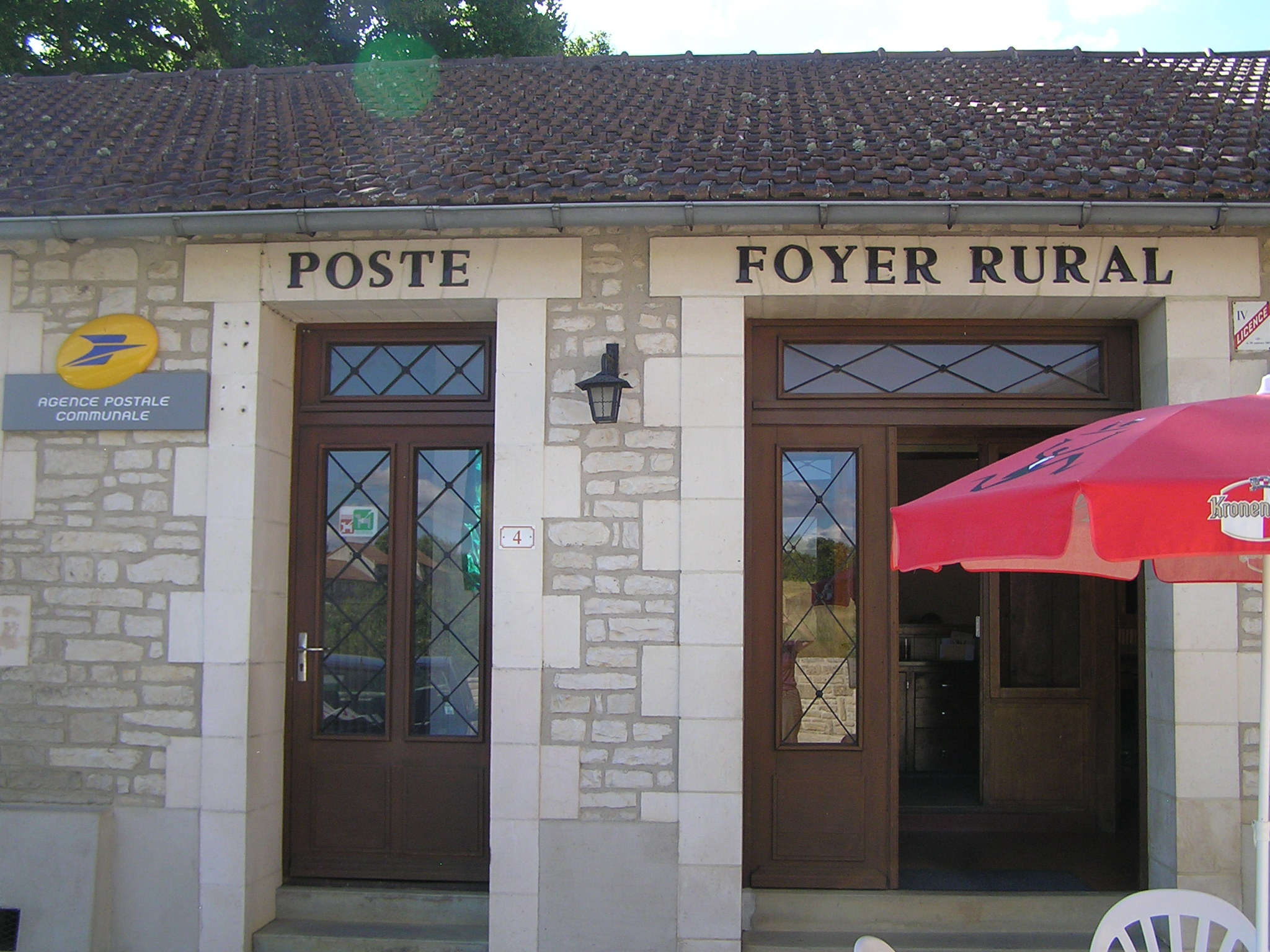
Agence postale communale et foyer rural.

### Enseignement
Il n'y a pas d'école dans la commune.
L'école maternelle d'une classe et l'école élémentaire de deux classes sont à Paizay-Naudouin et regroupent les enfants de  Paizay-Naudouin-Embourie, Longré et Theil-Rabier.
Le collège est à Villefagnan et il existe un circuit de bus.

### Autres équipements et services
Theil-Rabier bénéficie d'une agence postale communale et d'un foyer rural.
Les autres services sont à Villefagnan à 6,5 km et à Chef-Boutonne dans les Deux-Sèvres à 12 km.

## Lieux et monuments

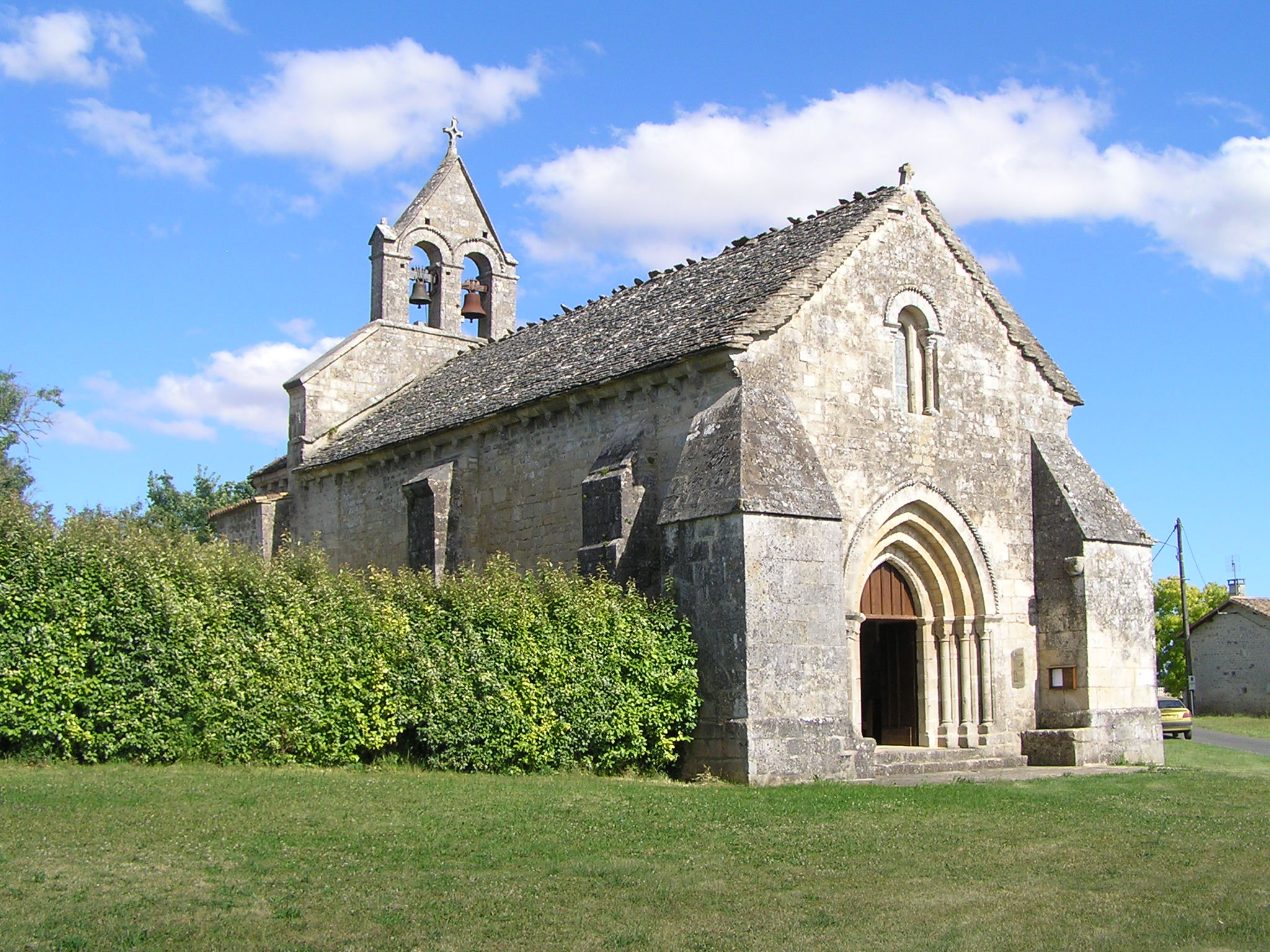
L'église.

L'église paroissiale Sainte-Radegonde date des XIIe et XIIIe siècles. Elle est inscrite monument historique depuis 1986.
La commune est aussi riche d'un ensemble de patrimoine bâti rural de qualité.

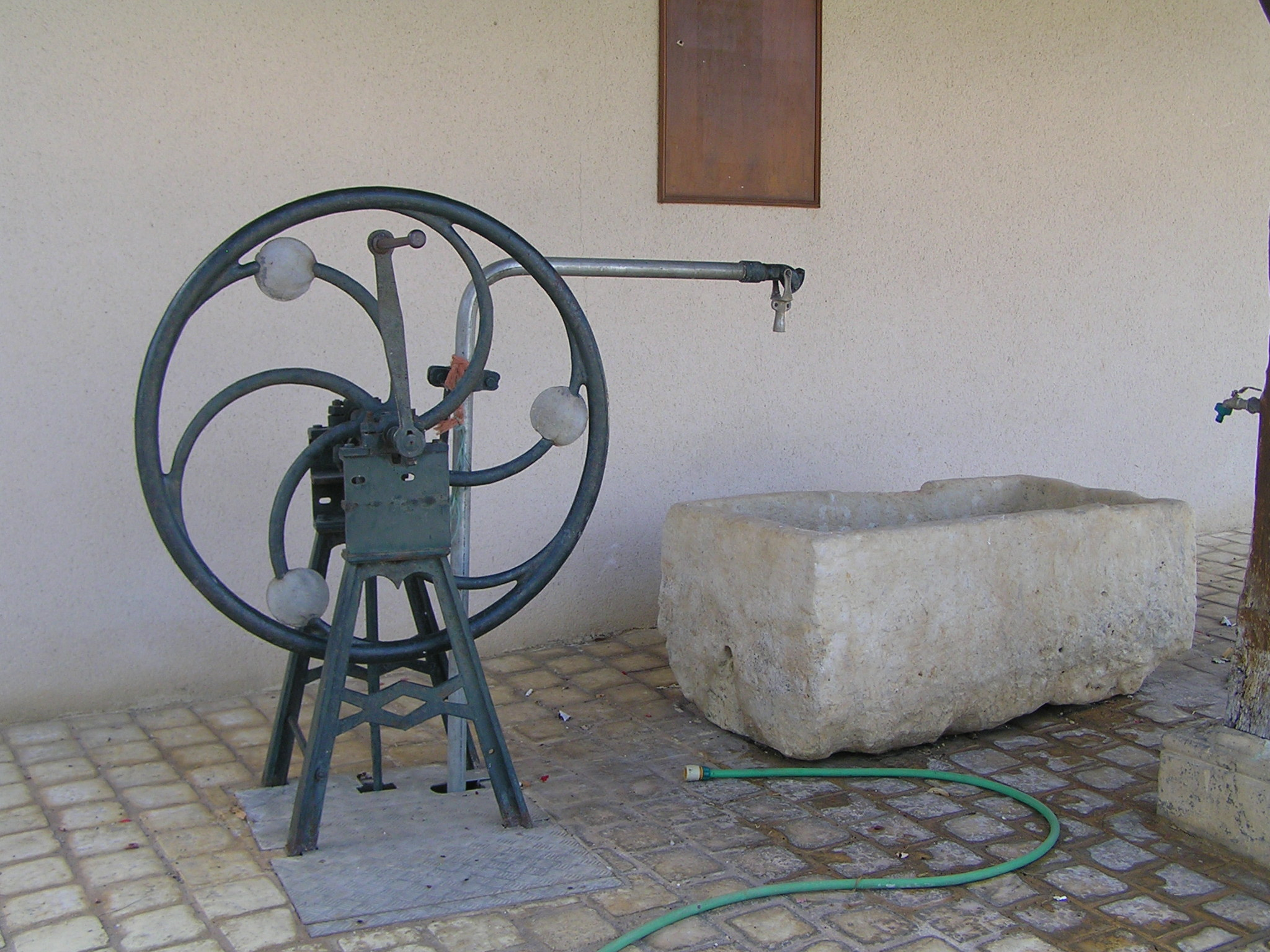
Puits et sa pompe.
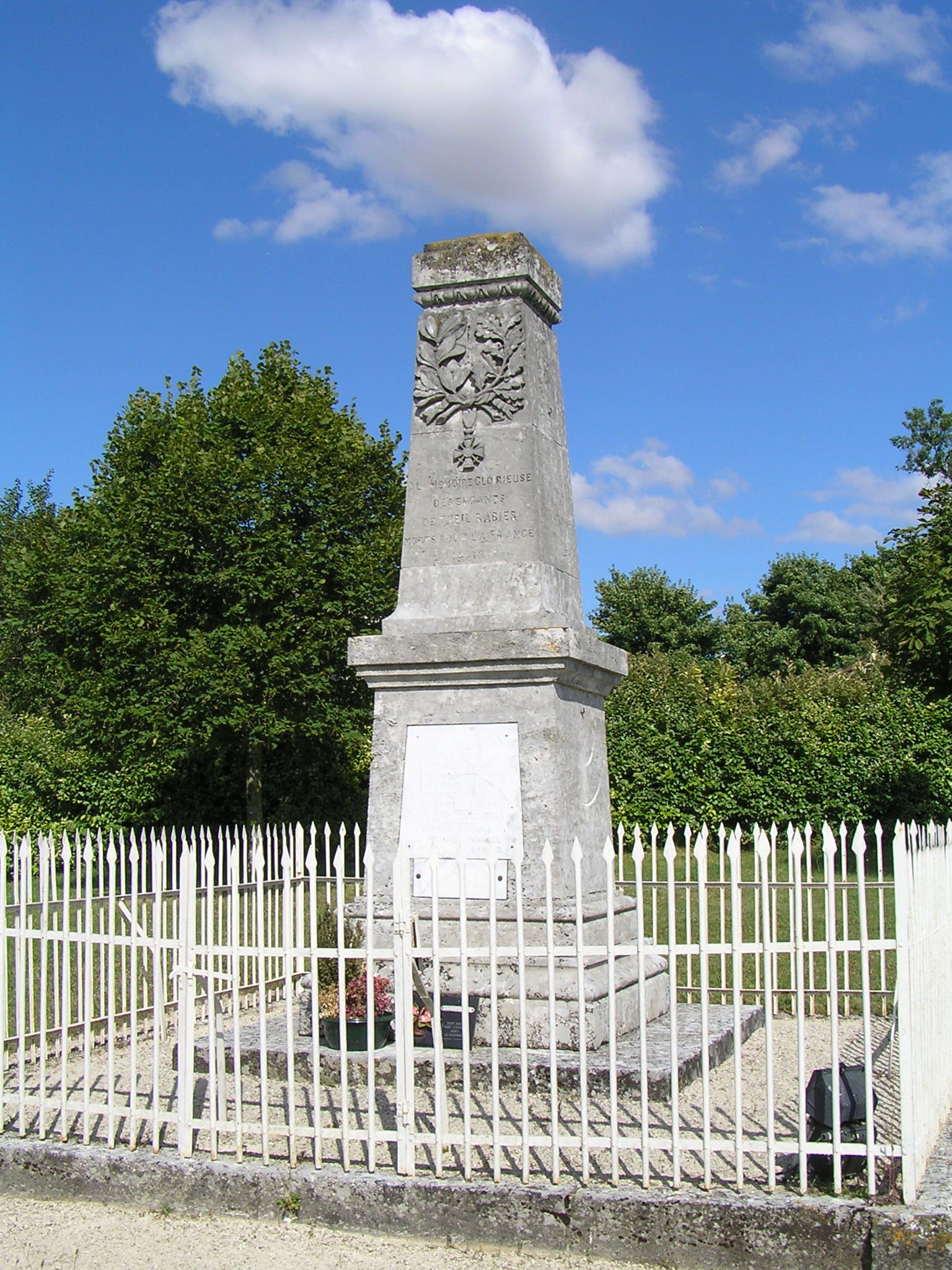
Monument aux morts.